# Makak tybetański
Makak tybetański, makak wąsaty, makak leśny, makak długowłosy (Macaca thibetana) – gatunek ssaka naczelnego z podrodziny koczkodanów (Cercopithecinae) w obrębie rodziny koczkodanowatych (Cercopithecidae). 

## Zasięg występowania
Makak tybetański występuje w środkowej i wschodniej Chińskiej Republice Ludowej we wschodnim Tybetańskim Regionie Autonomicznym, w Syczuanie, południowym Gansu, południowym Shaanxi, Hubei, Anhui, Zhejiang, północnym Junnan, Kuejczou, Jiangxi, Fujian, północnym Kuangsi i północnym Guangdong; zachodnia granica przebiega w wąwozie rzeki Jangcy w zachodnim i północno-zachodnim Syczuanie, natomiast południowa granica w Guangxi, być może również w północno-wschodnich Indiach (Arunachal Pradesh, Asam i Meghalaya), ale granica ta może być oparta na błędnej identyfikacji.

## Taksonomia
Gatunek po raz pierwszy zgodnie z zasadami nazewnictwa binominalnego opisał w 1870 roku francuski zoolog Alphonse Milne-Edwards, nadając mu nazwę Macacus thibetanus. Miejsce typowe to obszar w pobliżu Moupin (tj. Baoxing), Syczuan, Chiny. Oryginalna seria, którą badał Milne-Edwards, składała się najwyraźniej z dwóch zamontowanych skór (w znaturalizowanej pozycji) wraz z czaszkami, zdeponowanych w Muzeum Historii Naturalnej w Paryżu: dorosłego samca (obecna sygnatura MNHN-ZM-MO-1870-1), którego zebrał 11 marca 1869 roku Armand David, oznaczonego jako lektotyp, oraz dorosłej samicy (obecna sygnatura MNHN-ZM-MO-1870-527), którą David odkupił od rodzimego myśliwego, oznaczonej jako paralektotyp.
M. thibetana należy do grupy gatunkowej sinica (lub sinica-arctoides). Krzyżuje się z M. mulatta na wzgórzach Koulun w Hongkongu. 
Autorzy Illustrated Checklist of the Mammals of the World uznają ten takson za gatunek monotypowy.

### Etymologia
- Macaca: port. macaca, rodzaj żeński od macaco „małpa”; Palmer sugeruje, że nazwa ta pochodzi od słowa Macaquo oznaczającego w Kongu makaka i została zaadoptowana przez Buffona w 1766 roku[16].
- thibetana: Tybet[17].

## Morfologia
Długość ciała (bez ogona) samic 51–63 cm, samców 61–71 cm, długość ogona samic 4–8 cm, samców 8–14 cm; masa ciała samic 9–13 kg, samców 14,2–18,3 kg. Silna, odporna małpa, przypominająca makaka brodatego. Sierść brązowa, ogon krótki. 

## Ekologia
Żywi się głównie roślinami, poza tym jest wszystkożerny. 

## Status
W Czerwonej księdze gatunków zagrożonych Międzynarodowej Unii Ochrony Przyrody i Jej Zasobów został zaliczony do kategorii NT (ang. near threatened ‘bliski zagrożenia’). Gatunek liczny w wielu regionach.